# Раселов парадокс
Канторова теорија скупова са краја 19. века није била заснована аксиоматски па се зато називала наивна теорија скупова. Међутим она је имплицитно у себи садржала неколико аксиома од којих је један био да се за свако својство може формирати скуп свих елемената који имају то својство. Полазећи од овог аксиома Бертранд Расел је 1903. године конструисао парадокс, по њему назван Раселов парадокс који је оборио наивну теорију скупова. Парадокс је већ независно открио немачки математичар Ернст Зермело 1899. године. Међутим, Зермело није објавио идеју, која је остала позната само Давиду Хилберту, Едмунду Хусерлу и другим академицима са Универзитета у Гетингену. Крајем 1890-их, Георг Кантор – који се сматра оснивачем модерне теорије скупова – већ је схватио да ће његова теорија довести до контрадикције, што је писмом рекао Хилберту и Ричарду Дедекинду.
Тај парадокс се може исказати на више начина и у више форми а суштина је следећа: Ако за свако својство постоји скуп свих објеката који задовољавају то својство онда то исто важи и за својство „скуп не припада сам себи“. Ово својство је врло природно јер је врло тешко наћи скуп који припада сам себи. Означимо са X скуп објеката за које важи ово својство. Да ли X припада сам себи? Ако припада онда значи да задовољава својство „скуп не припада сам себи“ што је контрадикција. Ако пак не припада сам себи онда ће да задовољи тражено својство па ће баш да припада себи, што је опет контрадикција.
{\displaystyle V=\{X\mid X\not \in X\}}
До појаве овог парадокса веровало се у непобитност математичке истине и непротивуречност Канторове теорије скупова. После Раселовог парадокса уследила је и серија других парадокса од којих посебно издвајамо Ришаров парадокс. Њиховом појавом математичка грађевина је била озбиљно уздрмана до самих темеља и претила је опасност да се сруши. Криза математике је решавана појавом нових праваца (Расел - логицизам, Брауер - интуиционализам, Хилберт - формализам). Једна варијанта исказивања Раселовог парадокса је: Постоје каталози књига из библиотеке. Ти каталози се такође сматрају за књиге. Неки каталози садрже себе, а неки не (у каталогу). Можемо посматрати један нови каталог у који су пописани сви каталози који не садрже себе. Да ли овај каталог садржи сам себе? Поново ће оба случаја анализирања довести до контрадикције. Једно од могућих превазилажења Раселовог парадокса је да се скуп свих скупова не сматра за скуп, него за класу (класа је овде уопштење појма скупа).
Према принципу неограниченог разумевања, за било које довољно добро дефинисано својство постоји скуп свих и само објеката који имају то својство. Нека је R скуп свих скупова који нису сами чланови. Ако R није члан самог себе, онда његова дефиниција подразумева да је члан самог себе; ако је члан самог себе, онда није члан самог себе, будући да је скуп свих скупова који нису чланови самих себе. Настала контрадикција је Раселов парадокс. У симболима:
{\displaystyle {\text{Let }}R=\{x\mid x\not \in x\}{\text{, then }}R\in R\iff R\not \in R}
Расел је такође показао да се верзија парадокса може извести у аксиоматском систему који је конструисао немачки филозоф и математичар Готлоб Фреге, чиме је поткопавао Фрегеов покушај да сведе математику на логику и доводи у питање логистички програм. Два утицајна начина за избегавање парадокса су оба предложена 1908. године: Раселова сопствена теорија типа и Зермелова теорија скупова. Конкретно, Зермелови аксиоми су ограничавали принцип неограниченог разумевања. Уз додатне доприносе Абрахама Френкела, Зермелова теорија скупова се развила у сада стандардну Зермело–Френкелову теорију скупова (познату као ЗФЦ када укључује аксиом избора). Главна разлика између Раселовог и Зермеловог решења парадокса је у томе што је Зермело модификовао аксиоме теорије скупова задржавајући стандардни логички језик, док је Расел модификовао сам логички језик. Испоставило се да је језик ЗФЦ-а, уз помоћ Торалфа Сколема, језик логике првог реда.

## Формална презентација
Термин „наивна теорија скупова“ се користи на разне начине. У једној употреби, наивна теорија скупова је формална теорија, коју се може назвати NST, која је формулисана на језику првог реда са бинарним нелогичким предикатом {\displaystyle \in }, а то укључује аксиом екстензивности:
{\displaystyle \forall x\,\forall y\,(\forall z\,(z\in x\iff z\in y)\implies x=y)}
и шема аксиома неограниченог разумевања:
{\displaystyle \exists y\forall x(x\in y\iff \varphi (x))}
за било коју формулу {\displaystyle \varphi } са променљивом x као слободном променљивом унутар {\displaystyle \varphi }. Може се заменити {\displaystyle x\notin x} за {\displaystyle \varphi (x)}. Затим егзистенцијалном инстанцијом (поновном употребом симбола {\displaystyle y})) и универзалном инстанцијом се добија
{\displaystyle y\in y\iff y\notin y}
контрадикција. Стога је NST недоследан.

## Историја
Расел је открио парадокс у мају или јуну 1901. Према сопственом извештају у свом Уводу у математичку филозофију из 1919. године, он је „покушао да открије неки недостатак у Канторовом доказу да не постоји највећи кардинал“. У писму из 1902. он је Готлобу Фрегеу најавио откриће парадокса у Фрегеовом Begriffsschrift из 1879. и уоквирио проблем у смислу логике и теорије скупова, а посебно у смислу Фрегеове дефиниције функције:
Постоји само једна тачка у којој сам наишао на потешкоћу. Наводите (стр. 17 [стр. 23 изнад]) да и функција може деловати као неодређени елемент. У то сам раније веровао, али ми се сада ово гледиште чини сумњивим због следеће контрадикторности. Нека је w предикат: такав предикат да се не може предиковати сам од себе. Може ли w бити предиковано само по себи? Из сваког одговора следи његова супротност. Стога морамо закључити да w није предикат. Исто тако, не постоји класа (као тоталитет) оних класа које, свака узета као тоталитет, не припадају себи. Из овога закључујем да под одређеним околностима дефинитивна колекција [Менге] не чини тоталитет.
Расел је то опширно обрадиo у својим Принципима математике из 1903. године, где је поновио свој први сусрет са парадоксом:
Пре него што се опростимо од фундаменталних питања, потребно је детаљније испитати сингуларну контрадикцију, већ поменуту, у погледу предиката који сами по себи нису предвидљиви... Могу да напоменем да сам доведен до тога у настојању да измирим Канторов доказ...
Расел је писао Фрегеу о парадоксу баш када је Фреге припремао други том своје Grundgesetze der Arithmetik. Фреге је веома брзо одговорио Раселу; појавило се његово писмо од 22. јуна 1902, са ван Хајенуртовим коментаром у Хајенурту 1967:126–127. Фреге је затим написао додатак у коме је признао постојање парадокса, и предложио решење које би Расел подржао у својим Принципима математике, али су касније неки то сматрали незадовољавајућим. Са своје стране, Расел је имао свој рад већ у штампарији, те је написао додатак о доктрини типова.
Ернст Зермело је у свом делу из 1908 Нови доказ могућности доброг уређења (објављеном у исто време када је објавио „прву аксиоматску теорију скупова“) полагао право на претходно откриће антиномије у Канторовој наивној теорији скупова. Он наводи: „А ипак, чак и елементарни облик који је Расел дао антиномијама теоријских скупова могао је да их убеди [Ј. Кениг, Јоурдаин, Ф. Бернстајн] да решење ових потешкоћа не треба тражити у предаји доброг уређивања али само у одговарајућем ограничењу појма скупа“. У фусноти 9 он износи своју тврдњу:
91903, pp. 366–368. Ја сам, међутим, открио ову антиномију, независно од Расела, и саопштио сам је пре 1903. између осталих и професору Хилберту.
Фреге је Хилберту послао копију своје Grundgesetze der Arithmetik; као што је горе наведено, Фрегеов последњи том помиње парадокс који је Расел пренео Фрегеу. Након што је примио Фрегеов последњи том, 7. новембра 1903, Хилберт је написао писмо Фрегеу у коме је рекао, позивајући се на Раселов парадокс, „Верујем да га је др Зермело открио пре три или четири године“. Писани извештај о Зермеловом стварном аргументу откривен је у делу Nachlass Едмунда Хусерла.